# Cerro de las Minas
Cerro de las Minas  é um sítio arqueológico mixteco situado no município de Huajuapan de León, estado de Oaxaca, no México. A sua importância deriva do facto de ter sido um ponto de passagem da rota comercial que ligava Teotihuacan ao vale de Oaxaca e à Sierra Madre del Sur. Foi ainda um dos primeiros assentamentos da Mixteca Baixa a evoluir desde aldeia até cidade. Tal como outros povoados antigos desta região, caracteriza-se pela grande riqueza de elementos culturais (entre os quais se destacam a escultura glífica em pedra e barro).
Estende-se por cerca de 50 ha, e terá sido ocupado por duas culturas diferentes denominadas Ñudee (400 a.C. a 250) e Ñuiñe (250 - 800), consideradas variantes da cultura mixteca. Entrou em declínio por volta do ano 800, devido a causas não conhecidas.

## Principais características
O núcleo central é constituído por um centro cerimonial-habitacional, utilizado pela elite governantes, composto por três montículos de 8 metros de altura e com cerca de 40 metros de diâmetro, quase alinhados entre si, e separados por plataformas grandes e abertas. Foi também encontrado um campo de jogo de bola mesoamericano, com 60 metros de comprimento e 15 de largura. A sul deste núcleo situa-se uma praça na qual se encontrou um túmulo colectivo, contendo grande quantidade de cerâmica mixteca antiga e uma notável urna policromada, com uma representação deus do fogo, com o seu braseiro sobre a cabeça, sentado sobre uma plataforma decorada com quatro glifos que parecem designar o lugar.